# Rabindrodiplosis champakii
Rabindrodiplosis champakii är en tvåvingeart som beskrevs av Grover 1964. Rabindrodiplosis champakii ingår i släktet Rabindrodiplosis och familjen gallmyggor. Inga underarter finns listade i Catalogue of Life.